# Аттіла Варі
Аттіла Варі (угор. Attila Vári, 26 лютого 1976) — угорський ватерполіст.
Учасник Олімпійських Ігор 2000, 2004 років.
Чемпіон світу з водних видів спорту 2003 року, призер 2005 року.